# Neu-Zrin

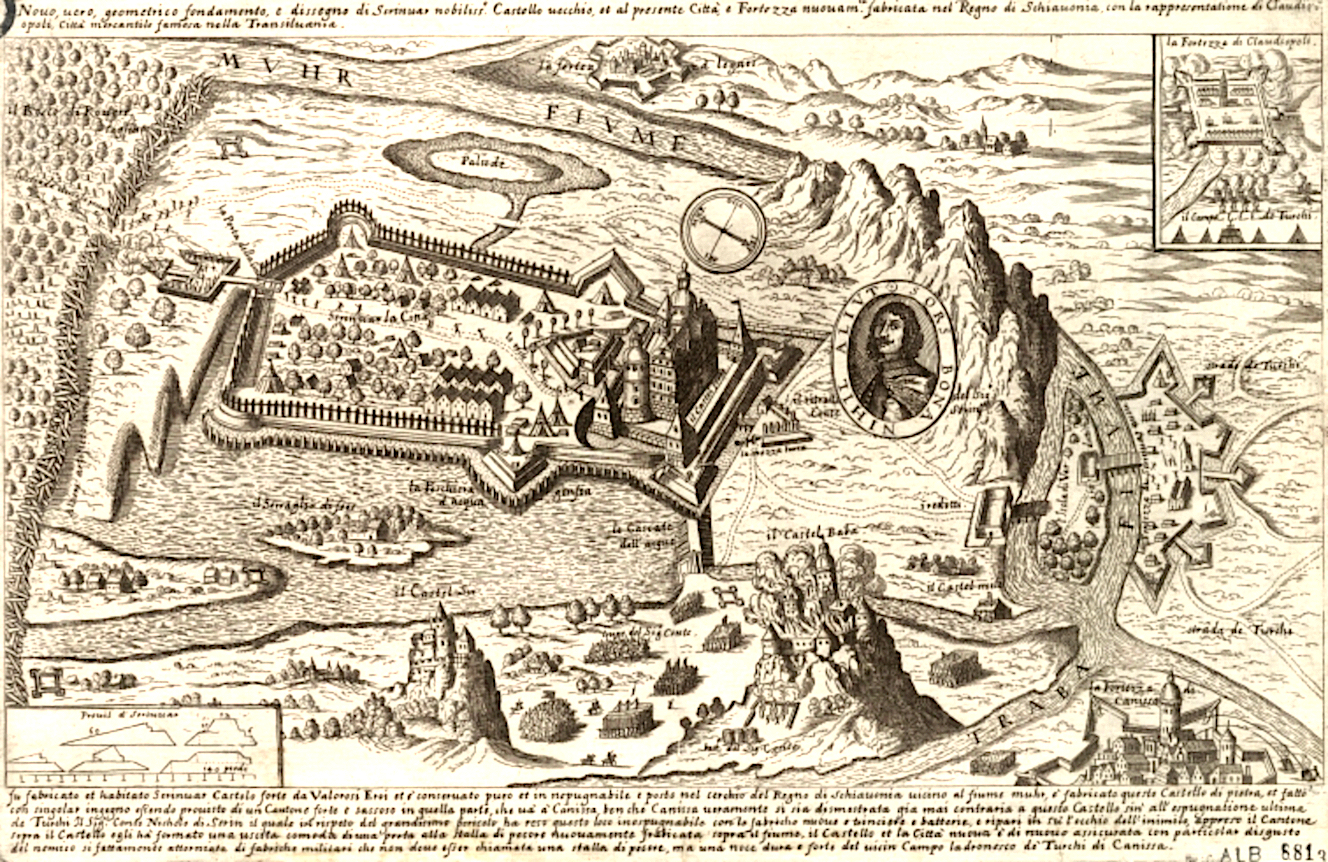
Darstellung der Festung Neu-Zrin (Kupferstich von Hieronymus Ortelius, 1664)

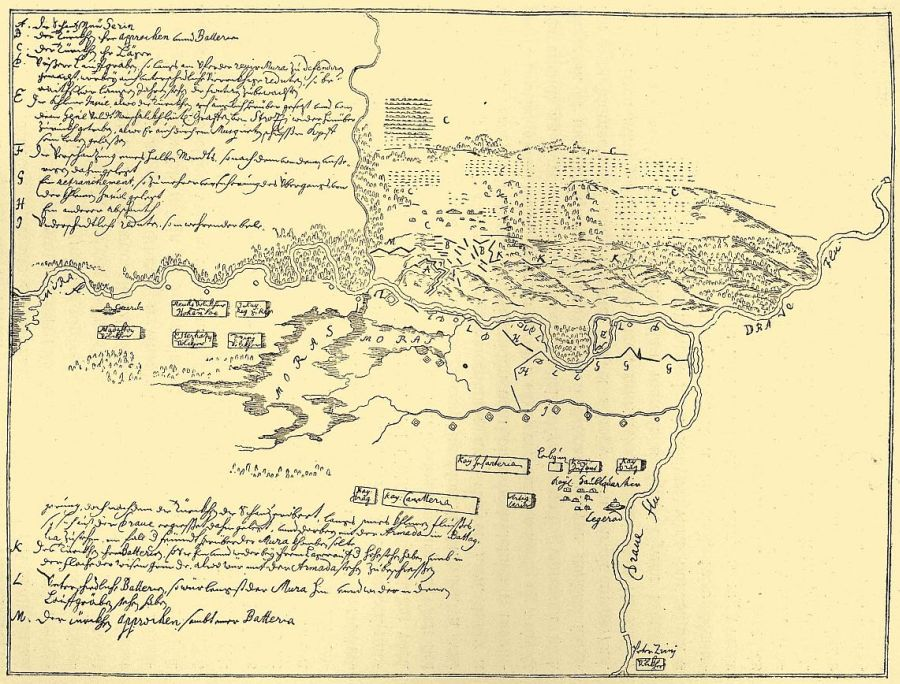
Lage der Festung Neu-Zrin an der Mündung des Flusses Mur in die Drau (während der Belagerung 1664)

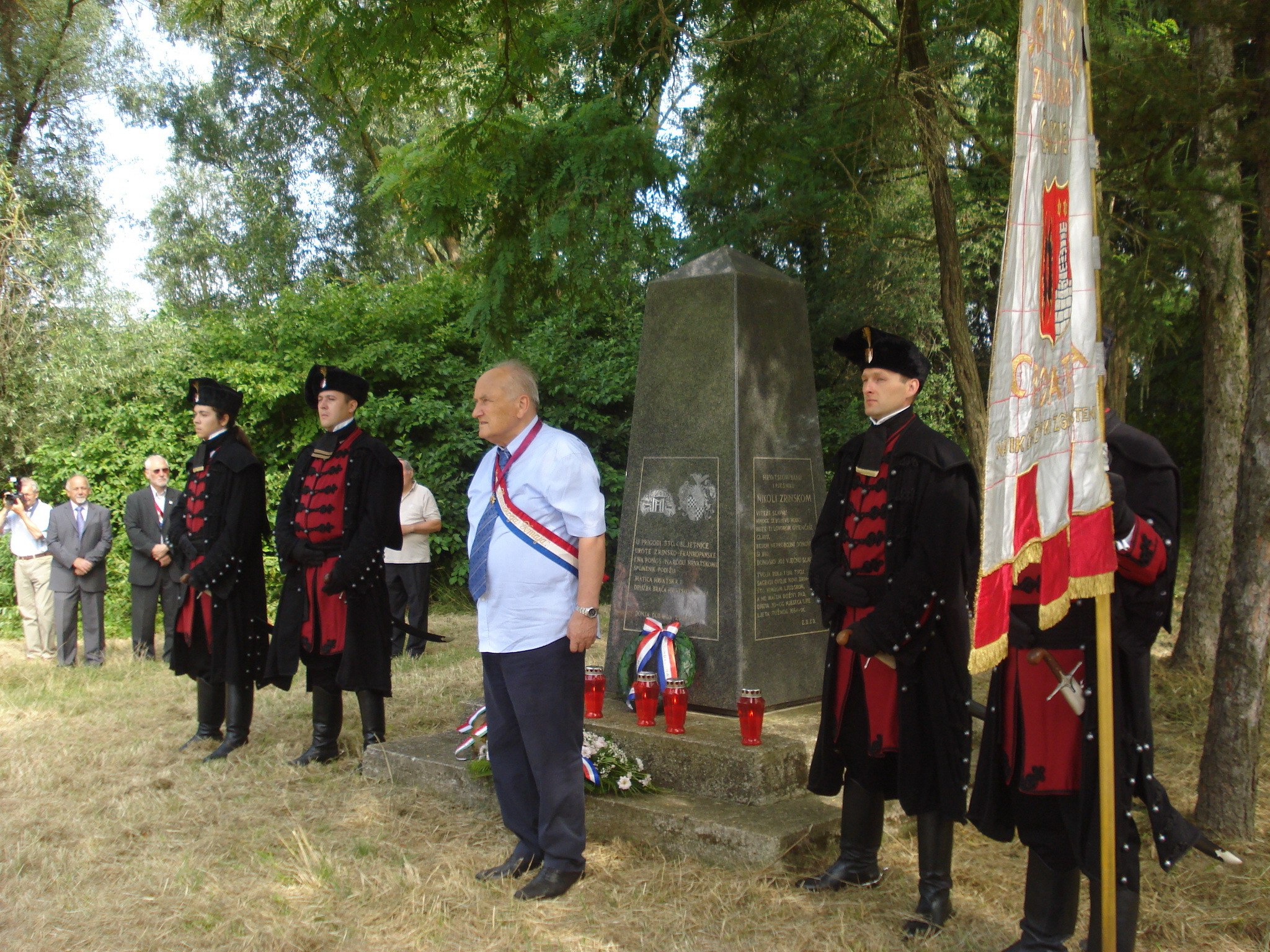
Gedenkveranstaltung zum 350. Jahrestag der Zerstörung der Festung Neu-Zrin am Obelisk (2014)

Neu-Zrin (kroatisch Novi Zrin, ungarisch Zrinyiújvár, türkisch Yeni Zerinvar Kalesi), veraltet Neu-Serin, war eine Festung in der Nähe der Mündung des Flusses Mur in die Drau, im äußersten Osten der heutigen nordkroatischen Gespanschaft Međimurje neben der Ortschaft Donja Dubrava.

## Geschichte
Im Jahr 1661 ließ der Ban von Kroatien Nikolaus Zrinski die Festung Neu-Zrin errichten. Benannt wurde die Festung nach der Burg Zrin, dem seit 1577 von den Osmanen besetzten Stammsitz der Adelsgeschlechts Zrinski (= von Zrin), einer Nebenlinie des Hauses Šubić.
Neu-Zrin diente primär als Gegenfestung zu der 1600 im Langen Türkenkrieg an die Osmanen verloren gegangenen Festungsstadt Kanizsa im Südwesten Ungarns.
Die Osmanen belagerten Neu-Zrin in den folgenden drei Jahren mehrmals, aber den Truppen Zrinskis gelang es stets die Festung zu verteidigen. Während des Türkenkrieges 1663/1664 griff eine große türkische Armee Anfang Juni 1664 an und die Festung wurde bei der einmonatigen Belagerung von Neu-Zrin am 7. Juli 1664 zerstört.
An der Stelle, wo einst die Festung stand, stellte man am rechten Ufer der Mur zur Erinnerung einen Obelisk auf. Das Gebiet der ehemaligen Festung ist heute auf die Gemeinde Legrad in der kroatischen Gespanschaft Koprivnica-Križevci und die Republik Ungarn aufgeteilt.